# Ahmet Tevfik Paixà
Ahmed Tevfik Paşa (11 de febrer de 1845 a Istanbul - 6 d'octubre de 1936 id.) fou l'últim Gran visir de l'Imperi Otomà.
El seu pare era el general de cavalleria İsmail Hakkı Paşa i la seva mare era Gülşinas Banu.
Tevfik abandonà l'exèrcit, on ostentava el grau de tinent, el 1865, per treballar a l'oficina de traducció de la Bab-i Ali. Durant els anys 1868 a 1875, Tevfik fou 2n secretari a les ambaixades de Roma, Viena i Berlín. El 1875 ascendí a 1r secretari a Atenes. Després de 1872 fou ambaixador a Berlín i Atenes.
Després de la Revolució dels Joves Turcs de 1908, Ahmed Tevfik va ser diputat al parlament.
Quan el gran visir Hüseyin Hilmi Paşa dimití després de la insurrecció, el 31 de març, Tevfik fou nomenat com a successor. Després que el 27 d'abril fos deposat el soldà Abdul Hamid II, Tevfik Paşa va tornar a ser nomenat ambaixador a Londres. El seu segon mandat com a gran visir es perllongà des de l'11 de novembre de 1918 fins al 10 de març de 1919 El gener de 1919 formà un govern proper al sultà. Això disgustà, però, el Partit de la Llibertat i l'Entesa i va haver de renunciar al seu càrrec.
Durant la Conferència de Pau de París de 1919, Tevfik Paşa fou el cap de la delegació otomana. El seu tercer i darrer mandat com a gran visir començà el 21 d'octubre de 1920 i acabà el 17 de novembre de 1922, ja que amb l'abolició del sultanat, s'abolia també el càrrec de gran visir.
Quan el 1934 hi va haver la reforma dels cognoms a Turquia, escollí Okday com a cognom. Ahmed Tevfik Paşa morí el 8 d'octubre de 1936.